# میخائیل میاسنیکوویچ
میخائیل ولادیمیروویچ میاسنیکوویچ (بلاروسی: Міхаі́л Уладзі́міравіч Мясніко́віч؛ زاده ۶ مه ۱۹۵۰) یک سیاستمدار اهل بلاروس است که دبیرکلی اتحادیه اقتصادی اوراسیا را برعهده دارد.
وی از ۲۸ دسامبر ۲۰۱۰ تا ۲۷ دسامبر ۲۰۱۴ سمت نخست‌وزیری این کشور را برعهده داشته و بین سال‌های ۱۹۷۲ تا ۱۹۷۳ در ارتش شوروی خدمت کرده‌است.